# 谷口維紹
谷口維紹（日语：／ Taniguchi Tadatsugu，1948年1月1日—），日本免疫學家、腫瘤學家、分子生物學家，美國國家科學院外籍院士。現任東京大學特任教授、紐約大學醫學院兼任教授。文化功勞者。
谷口教授是干擾素與干擾素調節因子的先驅，曾獲得德國醫學最高獎羅伯·柯霍獎的「科霍獎」，也是國際期刊《美国国家科学院院刊》、《ELife》、《Immunity》的編輯。

## 生平
1948年1月1日，谷口維紹誕生於日本和歌山縣，東京教育大學生物學科畢業。分子生物學博士（蘇黎世大學）。
1971年大學畢業後，1972年至1974年間在義大利那不勒斯大學的實驗室工作。1978年取得蘇黎世大學分子生物學博士學位，進入日本東京公益財團法人癌症研究會的癌症研究所，兩年後至美國紐約大學擔任訪問學者。1984年開始擔任大阪大學教授。
1995年至2012年間擔任東京大學醫學部教授，其後任職於東大生產技術研究所（東大生研）。目前兼任紐約大學醫學院的教職。

## 貢獻
谷口主要研究免疫和腫瘤的發生，特別是訊息傳遞 (生物)與基因表現機制。他在東京癌症研究所工作時，對互補DNA（cDNA）測序進行了突破性研究，闡明兩種細胞因子基因－－β-干擾素和白細胞介素-2
。
這些進展有助於刻畫各種細胞因子與轉錄因子、干擾素調節因子的新系列，對免疫系統和癌症研究發揮了重要作用。

## 榮譽[5]
- 1981年	日本生化學會獎勵獎
- 1985年	野口英世紀念醫學獎
- 1986年	Hummer Award
- 1988年	朝日獎
- 1988年 貝林・北里獎
- 1988年 國際干擾素學會米爾斯坦獎
- 1989年	大阪科學獎（日语：大阪科学賞）
- 1991年	羅伯·柯霍獎的「科霍獎」
- 1994年	上原獎（日语：上原賞）
- 1996年	高松宮妃癌研究基金學術獎
- 1996年	藤原獎
- 1997年	庆应医学奖
- 1997年	和歌山縣文化獎
- 2000年	日本學士院獎
- 2003年	美國國家科學院外籍院士
- 2006年	Pezcoller-AACR International Award for Cancer Research
- 2008年	吉田富三獎
- 2009年	文化功勞者
- 2010年	和歌山縣有田川町榮譽町民

### 日本勋章奖章
- 瑞宝重光章（2021年11月3日公布[6]）

## 外部連結
- Taniguchi Lab, University of Tokyo